# Expedition 51

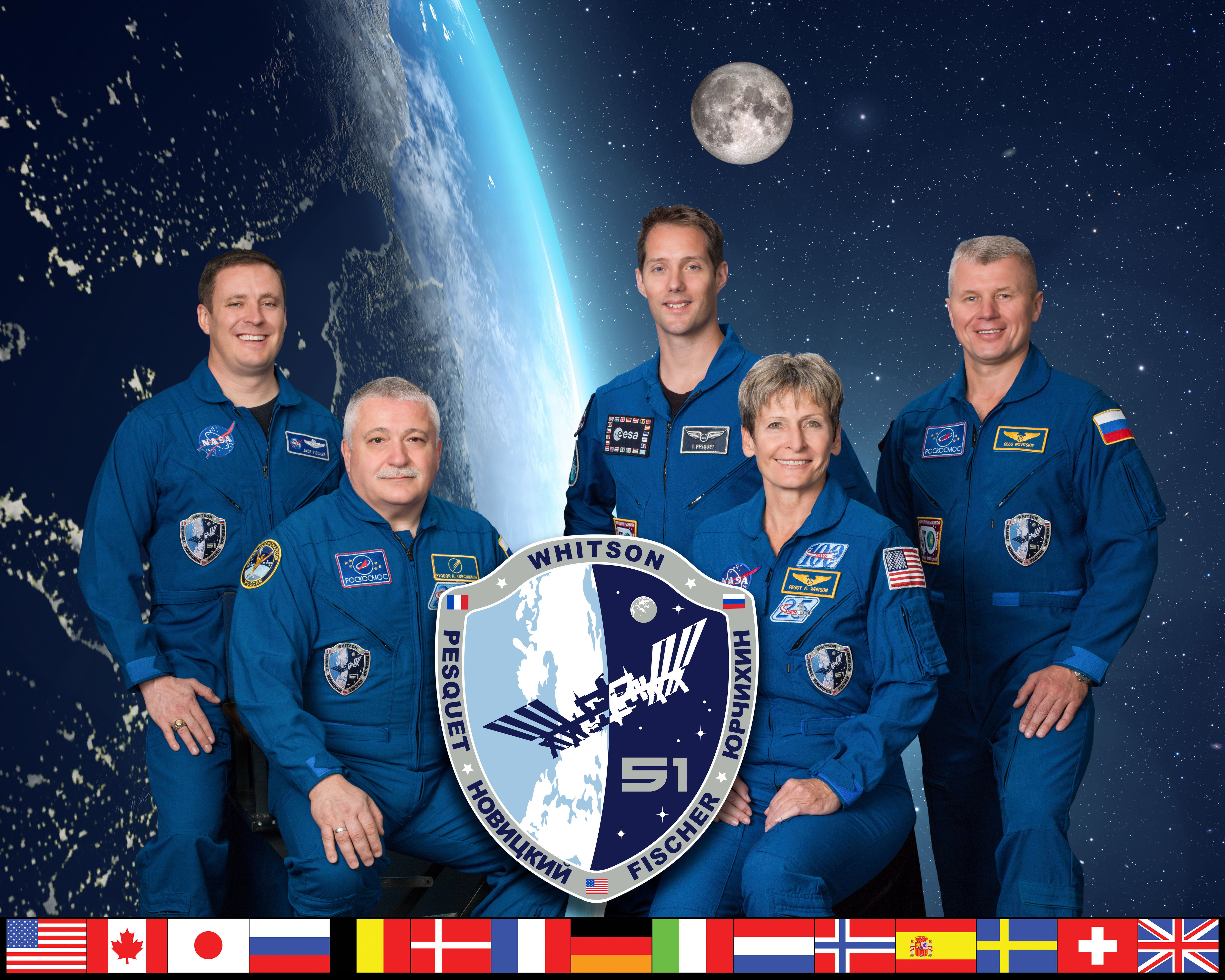
Expedition 51 besättning.

Expedition 51 var den 51:e expeditionen till Internationella rymdstationen (ISS). Expeditionen började 10 april 2017 då delar av Expedition 50:s besättning återvände till jorden med Sojuz MS-02.
Fjodor Jurtjichin och Jack D. Fischer anlände till stationen med Sojuz MS-04 den 20 april 2017.
Expeditionen avslutades 2 juni 2017 då Oleg Novitskij och Thomas Pesquet återvände till jorden med Sojuz MS-03.
Peggy Whitson fortsatte till Expedition 52.

## Besättning
| Position       | Första delen (10 - 20 april 2017)          | Andra delen (20 april - 2 juni 2017)       |
| -------------- | ------------------------------------------ | ------------------------------------------ |
| Befälhavare    | Peggy Whitson, NASA Hennes tredje rymdfärd | Peggy Whitson, NASA Hennes tredje rymdfärd |
| Flygingenjör 1 | Oleg Novitskij, RSA Hans andra rymdfärd    | Oleg Novitskij, RSA Hans andra rymdfärd    |
| Flygingenjör 2 | Thomas Pesquet, ESA Hans första rymdfärd   | Thomas Pesquet, ESA Hans första rymdfärd   |
| Flygingenjör 3 |                                            | Fjodor Jurtjichin, RSA Hans femte rymdfärd |
| Flygingenjör 4 |                                            | Jack D. Fischer, NASA Hans första rymdfärd |